# Roland Baar
Roland Baar (12. dubna 1965, Osterholz-Scharmbeck, Německo – 23. června 2018, Velpke) byl německý veslař.
Byl pětinásobným mistrem světa na osmě. Na osmě též získal stříbrnou a bronzovou olympijskou medaili.
Zemřel při autonehodě.